# Tin Plomp
Willem Jan (Tin) Plomp (Utrecht, 11 mei 1946 – Hasselt, 9 juli 2013)  was een Nederlands politicus van het CDA.
Hij studeerde rechten met specialisatie in de criminologie (Universiteit van Utrecht 1972). Studeerde daarna theologie, maar maakte dit niet geheel af. Hij was leraar staatsinrichting en recht, daarna anderhalf jaar gevangenispredikant en vervolgens vier jaar Secretaris van de Raad voor Maatschappelijke Dienstverlening in Leeuwarden voor hij rond 1980 chef van het kabinet van de burgemeester van Zwolle werd. In de zomer van 1985 werd Plomp burgemeester van de toenmalige Zeeuwse gemeente Valkenisse (Walcheren) en begin 1993 vertrok hij uit Walcheren om burgemeester van Staphorst te worden als opvolger van de een jaar eerder overleden GPV-burgemeester Harm Janssen. Vanaf augustus 2000 was hij tevens korte tijd waarnemend burgemeester van de gemeente IJsselham. Op 1 januari 2001 werd Plomp de burgemeester van de gemeente Zwartewaterland die op die datum ontstond door de fusie van de gemeenten Genemuiden, Zwartsluis en Hasselt. Als gevolg van het besluit de brommerraces in de koninginnenacht (de nacht voor Koninginnedag) niet meer te tolereren volgde er ernstige rellen in Genemuiden waarbij de ME werd ingezet en tientallen jongeren werden gearresteerd (zie brommerrellen). Op 1 januari 2005 ging Plomp vervroegd met pensioen.
Begin 2009 werd bij hem alvleesklierkanker vastgesteld waarbij de dokters aangeven dat hij nog maar enkele maanden te leven had en er verder weinig aan te doen was. In een interview, dat in januari 2011 in De Stentor verscheen, gaf hij aan dat hij zich in Duitsland liet behandelen en dat hij na negentien maanden nog steeds 'springlevend' was. In de zomer van 2013 overleed hij op 67-jarige leeftijd.
- International Standard Name Identifier: 0000 0004 2316 7866
- Nederlandse Thesaurus van Auteursnamen: 363240594
- Virtual International Authority File: 305818679
- WorldCat: E39PBJghqgBXb9qGc94vGfw9jC